# كارين فوسام
كارين فوسام (بالنرويجية البوكمول: Karin Fossum)‏ هي ممرضة وكاتِبة وشاعرة نرويجية، ولدت في 6 نوفمبر 1954 في ساندفيورد في النرويج.

## وصلات خارجية
- كارين فوسام على موقع IMDb (الإنجليزية)
- كارين فوسام على موقع ديسكوغز (الإنجليزية)
- كارين فوسام على موقع قاعدة بيانات الفيلم (الإنجليزية)